# 簱興行
簱興行株式会社（はたこうぎょう、英語: Hata Cinema Co., Ltd.）は、日本の映画興行会社である。しばしば籏興行、あるいは旗興行と表記される。1928年（昭和3年）1月に創業、第二次世界大戦の開始する1941年（昭和16年）末までに東京府東京市（現在の東京都）内、および神奈川県横浜市・千葉県市川市に合計10館の映画館を保有する。多くは戦災によって失い閉館を余儀なくされたが、戦後の復興によりチェーンを拡大した。かつては池袋のハタ・スポーツプラザをはじめ、ボウリング事業を中心とした総合レジャー産業に進出したが、2011年（平成23年）以降では、経営する映画館はシネスイッチ銀座1・2、ボウリング場は本八幡ハタボウルのみの事業に集中している。本社所在地は東京都中央区銀座4丁目。

## 沿革
- 1928年1月 - 創業[7][8][9][10]
- 1955年9月15日 - 銀座簱ビル株式会社（現在の簱興行株式会社事業部）設立[7][8][9][10]
  - 同年11月21日 - 銀座簱ビル地下に銀座文化劇場を開館[17]
- 1959年7月23日 - 簱保全株式会社設立[7][8][9][10]
- 1963年12月 - ハタ・スポーツプラザ開館[15][16]
- 1972年5月2日 - ハタ・レジャースポーツ株式会社設立[7][8][9]
- 2011年4月10日 - ハタ・スポーツプラザ閉館[15][16]

## データ
- 所在地 : 東京都中央区銀座4丁目4番5号[9][10] 簱ビル[11][12]
北緯35度40分19秒 東経139度45分54秒 / 北緯35.67194度 東経139.76500度
- 代表
  1. 簱栄吉 （1928年[2][5] - 1980年前後[7]）
  2. 簱功泰 （1980年前後[8][9] - 2010年[10][14]）
  3. 簱章洋 （2010年[10][14] - ）
- 事業内容 : 
  1. 映画館の経営 （興行部）[10]
  2. 不動産賃貸 （事業部）[10]
- 資本金 : 3,000万円 （2012年[10]）
- 設立年月 : 1928年1月[7][8][9][10]
  - 事業部の設立年月日は、同部の前身である銀座簱ビル株式会社を設立した1955年9月15日とし、興行部の設立年月は、1928年1月とする[10]。

## 概要

### 戦前・戦中
1928年（昭和3年）1月、創業した。東京府南葛飾郡小松川町大字平井975番地（現在の東京都江戸川区平井2丁目）に開館した平井館（のちの平井松竹館）が、記録に残る最初の同社の映画館である。1933年（昭和8年）前後には、東京市品川区五反田1丁目（現在の東京都品川区東五反田2丁目）に五反田劇場を開館している。
その後、既存館の買収を行い、第二次世界大戦の開始する1941年（昭和16年）末までに東京府東京市（現在の東京都）内、および神奈川県横浜市・千葉県市川市に合計10館の映画館を保有する。前述の2館のほか、豊島区に池袋日勝映画館（のちの池袋日勝映画劇場、池袋町1丁目743番地）、江戸川区に小松川電気館（小松川3丁目53番地）、小岩松竹館（のちの小岩スカラ座、小岩町3丁目1861番地）、城東区（現在の江東区）に三光館（南砂町1丁目285番地）、亀戸昭和館（亀戸町3丁目257番地）、亀戸映画劇場（かつての亀戸松竹館、のちの亀戸日勝映画劇場、亀戸町3丁目168番地）、神奈川県横浜市中区（現在の南区）に中島常設館（共進町3丁目55番地）、千葉県市川市に市川映画館（市川2丁目3057番地）である。多くが東東京に位置し、東京大空襲の被害は甚大であり、多くは閉館を余儀なくされた。

### 戦後の復興から総合レジャー産業へ
戦後は、1946年（昭和21年）10月に日勝映画劇場（池袋1丁目743番地）、1947年（昭和22年）7月に五反田劇場（五反田1丁目261番地）をそれぞれ復興し、1949年（昭和24年）12月には市川映画館を本八幡駅前に移転して八幡映画劇場（のちの八幡シネマ1・2、八幡町3丁目132番地）として復興、1950年（昭和25年）までには小岩映画劇場（のちの小岩スカラ座、小岩町3丁目1815番地）を復興している。1951年（昭和26年）12月には日勝映画劇場の地下に日勝地下劇場（のちの池袋日勝地下劇場）、1953年（昭和28年）1月には八幡映画劇場の敷地内に隣接して八幡文化劇場をそれぞれ開館した。1955年（昭和30年）には東京都中央区銀座4丁目4番に銀座簱ビルを竣工、同年9月15日にはそれを管理する銀座簱ビル株式会社（現在の簱興行株式会社事業部）を設立、同年11月21日には、同ビル地下に銀座文化劇場（現在のシネスイッチ銀座1）を開館している。1964年（昭和39年）には亀戸町3丁目256番地に建物を新築、1階に亀戸日活劇場（のちの亀戸日勝映画劇場）、2階に亀戸スカラ座を開館した。
1963年（昭和38年）12月には、東京都板橋区南町22番地にハタ・スポーツプラザを開館、ボウリング事業を中心とした総合レジャー産業に進出した。1970年（昭和45年）には埼玉県大宮市（現在の同県さいたま市大宮区）に大宮ハタプラザを開館、同年、八幡映画劇場跡地に八幡ハタビルを竣工、同ビル内に新たに映画館4館を開館するとともに本八幡ハタボウルを開業した。

### 再構築の時代
1987年（昭和62年）12月19日、当時、銀座文化1としていた銀座簱ビル地下の劇場をヘラルド・エース（現在のアスミック・エース）とフジテレビジョンとの共同出資でシネスイッチ銀座としてリニューアルした。1997年（平成9年）4月には、シネスイッチ銀座をシネスイッチ銀座1、銀座文化劇場（かつての銀座文化2）をシネスイッチ銀座2として再びリニューアルした。それとともに既存映画館の整理に入り、1995年（平成7年）には、東池袋の池袋スカラ座・池袋日勝映画劇場・池袋日勝地下劇場・池袋日勝文化劇場を閉館、2001年（平成13年）9月30日には八幡シネマ1・2、同年10月21日には八幡文化劇場・八幡スカラ座を閉館した。
2005年（平成17年）3月には、当時の同社社長・簱功泰の個人的なルネ・ラリックのコレクションを公開する私設美術館として、神奈川県足柄下郡箱根町仙石原に箱根ラリック美術館を開館している。同館の事業会社はル・ミューゼハタ。池袋スカラ座・池袋日勝映画劇場の跡地（豊島区東池袋1丁目41番1号）に、2007年（平成19年）、同社子会社の簱保全が「簱保全池袋ビル」を竣工、「LABI1池袋」（現在の「LABI1池袋モバイルドリーム館」）が入居して同年7月13日に開店した。2006年（平成18年）6月18日、大宮ハタプラザを閉館、跡地には超高層マンション「グランドミッドタワーズ大宮」（全941戸、30階建ツインタワー）が建設され、2014年（平成26年）4月に竣工している。2011年（平成23年）4月10日、ハタ・スポーツプラザを閉館し、テナントビルにシフトした。
2010年（平成22年）3月、簱章洋が代表取締役に就任、前社長の簱功泰は取締役会長に就任した。

## 関連会社

### 簱保全
- 名称 : 簱保全株式会社[10][11]
- 所在地 : 東京都中央区銀座4丁目4番5号[10][11]
- 代表 : 簱章洋[10]
- 資本金 : 4,700万円 （2012年[10]）
- 設立年月日 : 1959年7月23日[10]

### ハタレジャースポーツ
- 名称 : ハタレジャースポーツ株式会社[9][11]
- 所在地 : 東京都中央区銀座4丁目4番5号[9][11]
- 事業内容 : ボウリング場の経営[9]
- 資本金 : 1,000万円 （2005年[9]）
- 設立年月日 : 1972年5月2日[9]

### ル・ミューゼハタ
- 名称 : 株式会社ル・ミューゼハタ[11][20][21]
- 所在地 : 東京都中央区銀座4丁目4番5号[11][21]
- 代表 : 簱功泰[21]
- 事業所 : 箱根ラリック美術館
  - 所在地 : 神奈川県足柄下郡箱根町仙石原186番地1号[20][21]
  - 開館年月 : 2005年3月[20]

### ハタ管理
- 名称 : ハタ管理株式会社[11]
- 所在地 : 東京都中央区銀座4丁目4番5号[11]

## 映画館
- シネスイッチ銀座1・2 （かつての銀座文化劇場[17]、1955年11月21日開館 - ）

## レジャー施設
- 本八幡ハタボウル （1970年開館 - ）

## 美術館
- 箱根ラリック美術館 （2005年3月開館 - ） - 事業主はル・ミューゼハタ

## ビル
- 銀座簱ビル （1955年竣工）
- ハタ・スポーツプラザ （1963年竣工・現在テナントビル）
- 八幡ハタビル （1970年竣工）
- 五反田ハタビル （1992年竣工）
- 簱保全池袋ビル （2007年竣工）

## かつて存在した映画館
- 小松川電気館（1918年12月開館[25][26] - 1945年閉館）[3][4]
- 平井松竹館 （かつての平井館、1929年前後開館 - 1945年閉館）[3][4]
- 三光館 （1930年前後開館 - 1945年閉館）[3][4]
- 亀戸昭和館 （1930年前後開館 - 1945年閉館）[3][4]
- 中島常設館 （1930年前後開館 - 1945年閉館）[3][4]
- 市川映画館 （かつての市川館、1924年前後開館[25] - 1949年閉館・移転）[3][4]
- 五反田劇場 （1933年前後開館 - 1973年閉館）[3][4][5][6]
- 亀戸日勝映画劇場 （かつての亀戸電気館・亀戸松竹館・亀戸映画劇場[3][4]、1910年代開館 - 1981年閉館）
- 亀戸スカラ座 （1960年代開館 - 1981年閉館）
- 小岩スカラ座 （かつての小岩松竹館[3][4]、1927年6月開館[5][6] - 1985年初頭閉館）
- 池袋日勝映画劇場 （1940年前後開館[3][4] - 1995年閉館）
- 池袋日勝地下劇場 （1951年12月開館[6] - 1995年閉館）
- 池袋日勝文化劇場 （1958年前後開館 - 1995年閉館）
- 池袋スカラ座 （1958年前後開館 - 1995年閉館）
- 八幡シネマ1・2 （かつての八幡映画劇場、1949年12月開館[5][6] - 2001年9月30日閉館）
- 八幡文化劇場 （1953年1月開館[6] - 2001年10月21日閉館）
- 八幡スカラ座 （1970年開館 - 2001年10月21日閉館）
- 大宮ハタプラザ （1970年開館 - 2006年6月18日閉館）
- ハタシネマ1・2 （1970年開館 - 2006年6月18日閉館）

## かつて存在したレジャー施設
- 大宮ハタプラザ - 2006年6月18日閉館
- ハタ・スポーツプラザ - 2011年4月10日閉館